# 木之本地蔵院
木之本地蔵院 （きのもとじぞういん）は、滋賀県長浜市木之本町木之本にある時宗の寺院。公式の寺号は浄信寺（じょうしんじ）であるが、一般には「木之本地蔵」「木之本地蔵院」の名で知られている。山号は長祈山（ちょうきさん）。本尊は地蔵菩薩（秘仏）である。境内には秘仏本尊の写しである高さ約6メートルの地蔵菩薩大銅像があり、これは日本三大地蔵の一つとされている。眼の地蔵菩薩として信仰を集めている。

## 歴史
伝承によれば、天武天皇の時代（7世紀後半）、難波浦（大阪府）に金光を放つ地蔵菩薩像が漂着し、これを祀った金光寺を難波の地に建てたのが始まりという。その後、現在の木之本に移転する経緯については2つの異なる伝承がある。
一つの伝承は奈良・薬師寺の僧を開山とするものである。これによると、天武天皇4年（675年）、地蔵像をより縁深き地に安置するため聖武天皇の勅命を受け、薬師寺の祚蓮上人が北国街道を下った。休憩のため地蔵像を柳の下に降ろしたところ、そこから動かなくなったため、この地を安置場所と定め、柳本山金光善寺と号して一寺を建立した。後にこの地は、「柳の本（やなぎのもと）」と言われ、さらに「木之本（きのもと）」と言われるようになったという。
今一つの伝承は、文武天皇が北陸の白山参詣の途上、木之本の地で紫の雲を見て、この地が霊地であると知り、難波の金光寺を木之本に移したとするものである。
以上の草創伝承は各地に多くある霊験譚の域を出ないものであり、どこまで史実を反映したものであるかは定かでない。
その後、弘仁3年（812年）に空海が巡錫して修補し、地蔵経を書写し奉納したとの伝承もある。昌泰元年（898年）には醍醐天皇の勅旨により菅原道真が参拝し、長祈山浄信寺と改号したという。
建武2年（1335年）足利尊氏は、毎年8月遣使して法会することにした。これは現在も8月に大縁日として続いている。尊氏は暦応元年（1338年）には田100石を浄信寺に寄進している。
賤ヶ岳の戦いでは当寺に豊臣秀吉の本陣がおかれた。この戦いの戦火により焼失。慶長6年（1601年）豊臣秀頼の命令を受け、片桐且元が再建した。
元文4年（1739年）、寺は再び焼失した。現在の本堂は宝暦年間（1751年 – 1764年）に僧仁山の勧進により再建されたものである。

## 境内

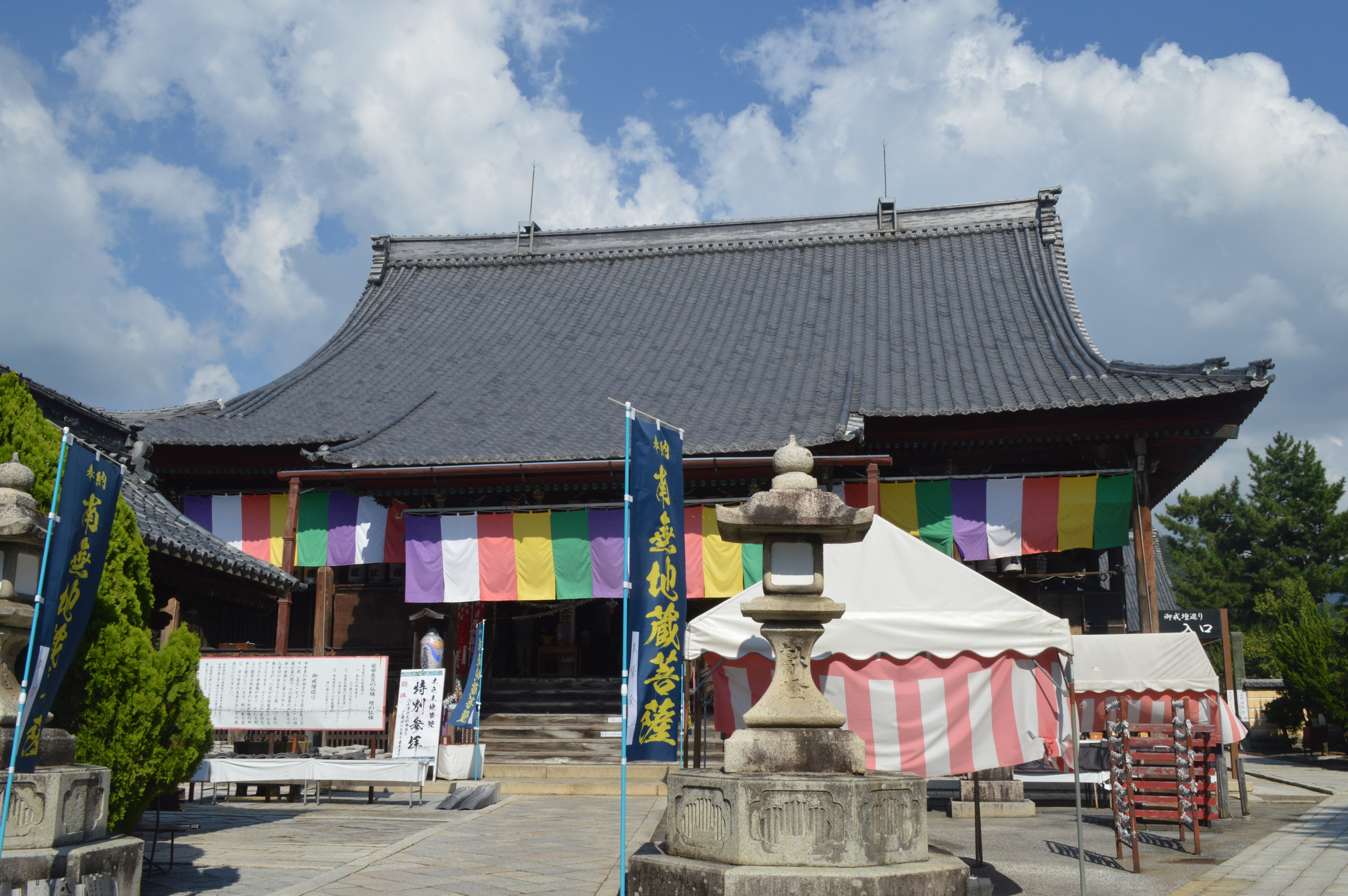
本堂（地蔵堂）

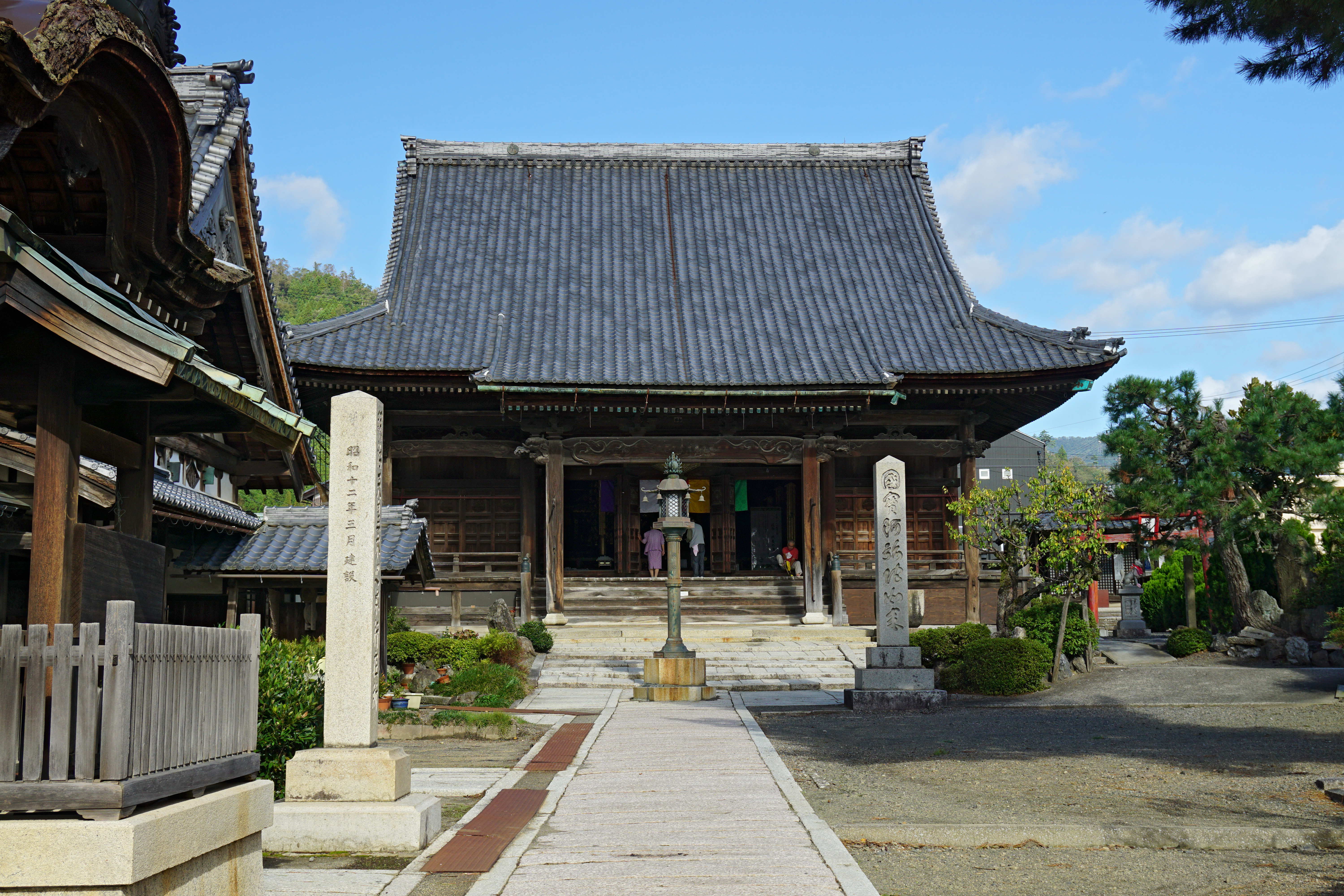
阿弥陀堂

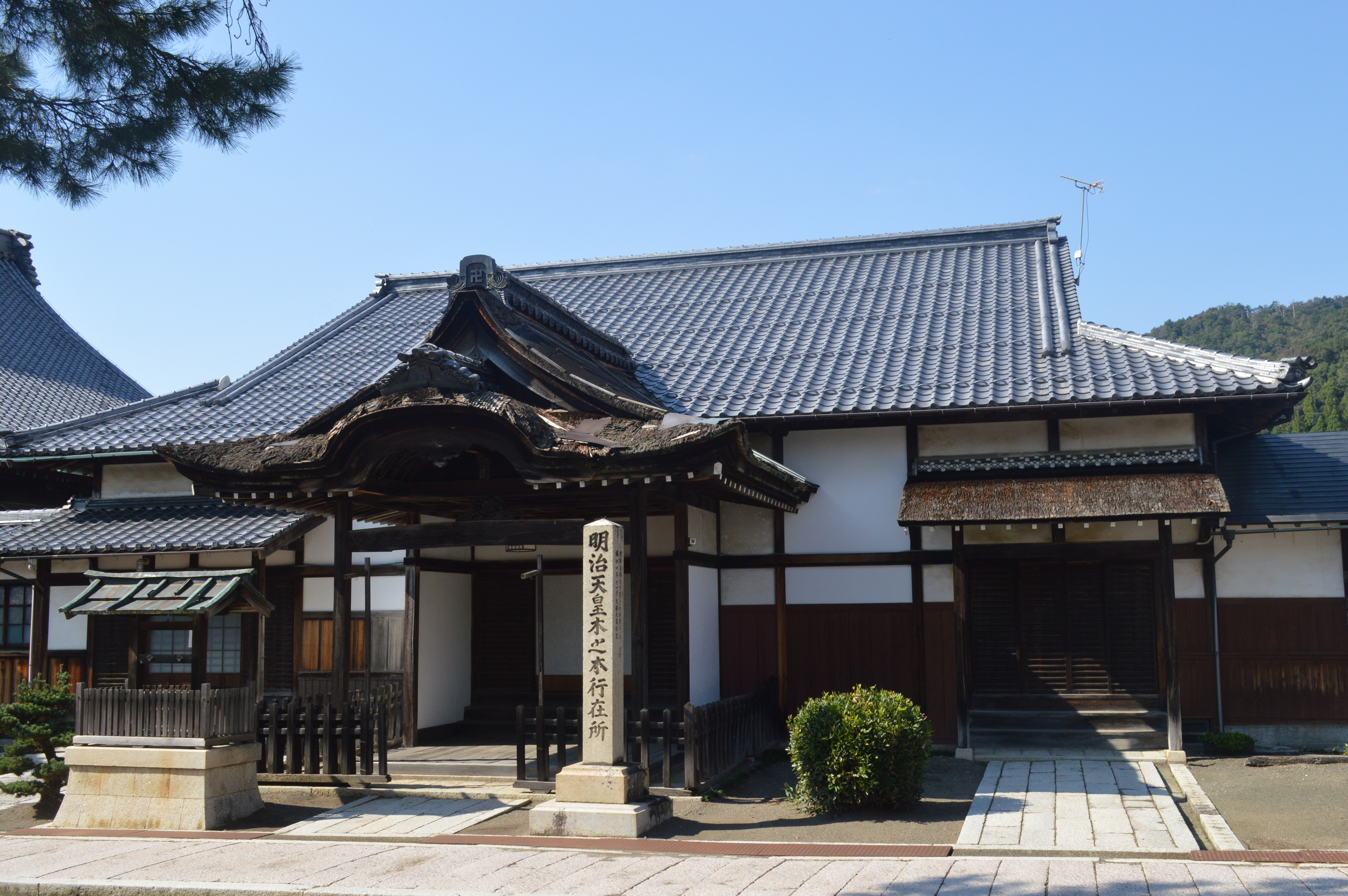
書院

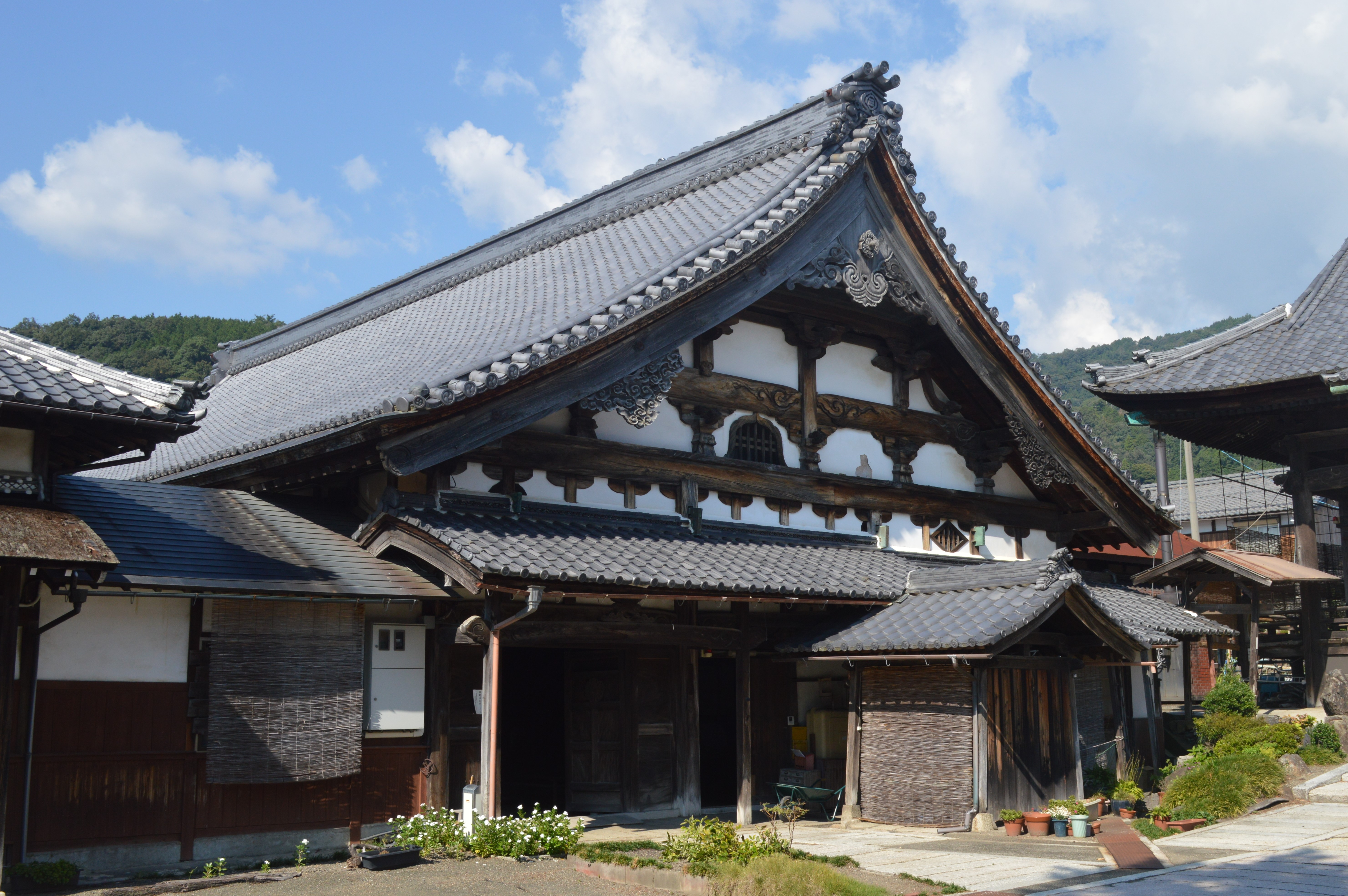
庫裡

木ノ本駅から石畳の坂を登ったところが入り口となる。毎年8月22日から25日に勤修される地蔵大縁日には日本各地から参拝者が集まり、沿道は屋台が出て大盛況となる。
地蔵堂、阿弥陀堂、地蔵大銅像のほか、西国三十三箇所の観世音菩薩、撫仏である賓頭盧尊者、木之本ダキニシン天（豊川稲荷）、毘沙門天、鎮守としての五社宮（天満自在天、熊野大権現、正八幡大菩薩、春日大権現、稲荷大明神）・金比羅大権現（讃岐国松尾寺金光院より勧請）・岩神・秋葉三尺房大権現（遠州国秋葉寺より勧請）が祀られている。
また、古い眼鏡をおさめる処も設置されている。

### 本堂
地蔵堂とも呼ばれる。本尊である地蔵菩薩立像の両脇に閻魔王立像と倶生神立像が祀られている。地蔵菩薩立像及び両脇侍は秘仏である。
平成18年（2006年）に「御戒壇巡り」が開かれた。これは参拝者が厨子の下を巡るもので、31間（56.7メートル）の漆黒の闇を歩き、錠前に触れることができる。この錠前は地蔵菩薩の手と五色の紐で結ばれている。

### 阿弥陀堂
本堂の奥にあり、阿弥陀如来立像と阿弥陀如来坐像が祀られている。

### 地蔵大銅像
日本一の大きさという地蔵菩薩の銅像。本尊の写しとして約3倍の大きさに造られたもので、明治27年（1894年）に建立された。建立の際、県内はもとより愛知や岐阜や福井からも銅鏡を集め、それらを溶かして作られた。
第二次世界大戦中、当時の住職や東條英機の妻である東条勝子などの援助により、供出命令を免れた。

## 文化財

### 重要文化財（国指定）
- 絹本著色地蔵菩薩像 鎌倉時代
- 木造地蔵菩薩立像 鎌倉時代	当寺の本尊。像内納入品に仁治3年（1242年）8月の銘がある。
- 木造閻魔王立像 鎌倉時代
- 木造倶生神立像 鎌倉時代
- 木造阿弥陀如来立像 平安時代
- 木造阿弥陀如来坐像 平安時代
- 銅鏡（獅子牡丹蝶鳥文）	鎌倉時代の作、嘉吉2年（1442年）7月6日の針書銘がある。

### 滋賀県指定有形文化財
- 紙本著色東王父西王母図 桃山時代

### 長浜市指定有形文化財
- 絹本著色不動明王二童子像　南北朝時代
- 絹本著色四天王像四幅　南北朝時代
- 木造阿弥陀如来立像　鎌倉時代
- 鰐口　安土桃山時代
- 浄信寺文書1415通　戦国～明治時代

### 名勝（国指定）
- 庭園 – 江戸時代中期、築山林泉式

## その他

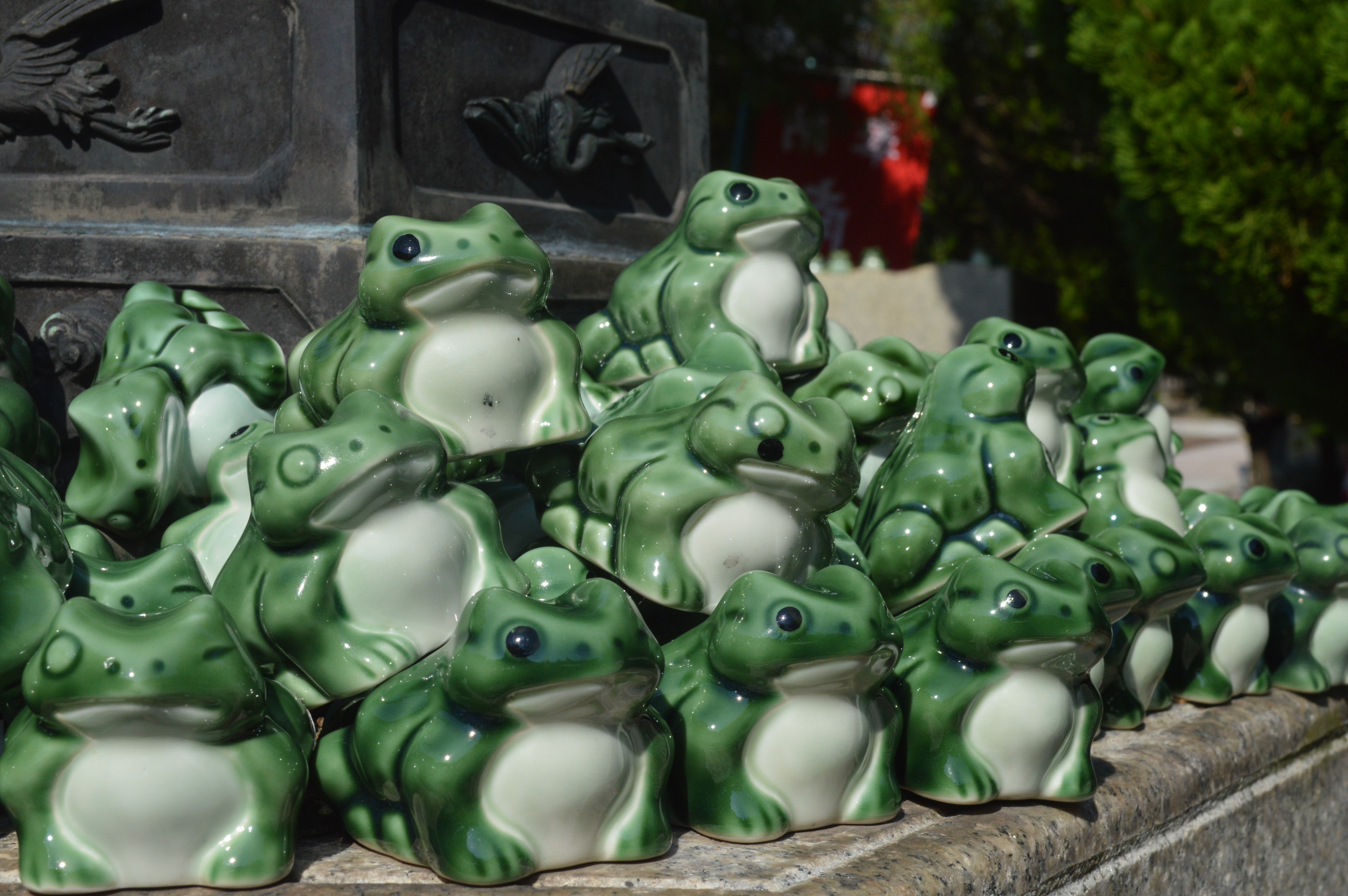
身代り蛙

### 参拝者
様々な有力者や無数の民衆が参拝した記録がある。「歴史」の項で記載した以外では、源義仲や足利義昭などの参拝記録もあるという。1951年（昭和26年）11月19日、元皇族の久邇朝融が寺宝を見物した。

### 身代り蛙
庭園に棲むと言われる蛙。眼病患者が回復するよう願をかけ、片方の目をつむり暮らしていると言われている。

## アクセス
- JR北陸本線木ノ本駅下車、徒歩5分。
- 北陸自動車道木之本ICから車で3分。